# Cyperns ambassad i Berlin
Cyperns ambassad i Berlin har som uppgift att främja Cyperns politiska, ekonomiska, kulturella och andra intressen i Tyskland.
Ambassadens adress är Kurfürstendamm 182. Den nuvarande ambassadören är Minas A. Hadjimichael.